# Bádámí
Bádámí (kannadsky ಬದಾಮಿ) je město v Karnátace, jednom ze svazových států Indie. K roku 2011 v něm žilo přibližně třicet tisíc obyvatel.

## Poloha
Bádámí leží v severní části Dekánské plošiny v nadmořské výšce 565 m n. m. Ze správního hlediska patří do okresu Bágalkót v severní části Karnátaky.
Vzdálenost do významných měst je 125 kilometrů na sever do Bídžápuru, 60 kilometrů na jih do Gadagu a 155 kilometrů na západ do Belagávi.

## Obyvatelstvo
Nejpoužívanějšími jazyky jsou kannadština, maráthština a urdština. Přibližně 77 % obyvatelstva vyznává hinduismus a přibližně 21 % islám.

## Památky
Bádámí je známé svými chrámy vytesanými do skály.